# Harmaclona hexacantha
Harmaclona hexacantha är en fjärilsart som beskrevs av Davis 1998. Harmaclona hexacantha ingår i släktet Harmaclona och familjen äkta malar. Inga underarter finns listade i Catalogue of Life.